# Roc Federico Peralta Sànchez
Roc Federico Peralta Sànchez, fou un jove de Manresa assassinat durant la Festa Major de Súria per la Guàrdia Civil, el 12 de juliol de 1977.
Roc Peralta tenia 27 anys, era casat i tenia 2 fills, quan va morir la matinada del 12 de juliol de 1977 a conseqüència d'un tret de la Guàrdia Civil de Súria. El succés va tenir lloc durant una protesta veïnal per la imposició de l'alcalde de portar corbata en el ball de Festa Major. La protesta va aplegar un centenar de veïns, i Peralta hi acudí en suport de la reivindicació veïnal. Davant la protesta, el batlle Mateu Castellà cridà la Guardia Civil. Un sergent i un altre guàrdia es van situar a l'entrada del pavelló armats amb els fusells d'assalt de l'exèrcit (CETME). Més tard començaren a dispersar violentament els concentrats i segons el relat dels testimonis la Guàrdia Civil va començar-los a colpejar amb la culata de les pistoles “originant-se un tumult que va acabar en sentir-se un tret. Peralta va rebre un tret del CETME del guàrdia civil Francisco Ruiz que li va causar la mort poc després. La bala li va travessar el cos i va impactar a la façana d'un edifici proper. A dos quarts de quatre, la víctima va ingressar cadàver a l'hospital de Manresa va ser traslladat al centre hospitalari de Manresa, on va ingressar ja mort.
Segons una nota difosa per l'alcalde que qualificava els veïns que protestaven de "provocadores violentos", i també segons un informe de la Guàrdia Civil sobre els fets, el tret s'hauria produït en caure el fusell després d'un forcejament, 12 testimonis van contradir la versió oficial en unes declaracions signades que va recollir l'Associació de Veïns de la Font dels Capellans, barri on vivia Peralta. El membre de l'Associació de Veïns Antonio Alcaide, assegura que “tothom va confirmar que la mort no va ser fruit de cap forcejament: el guàrdia va disparar amb intenció”. Pere Subirà, testimoni dels fets, explicà “Quan el guàrdia va tenir l'arma carregada, va veure el Roque. Va donar-li cops amb el fusell mentre l'arraconava contra la paret d'una casa. El Roque tenia un braç invàlid i, amb l'altre, intentava apartar-lo. Quan el noi estava contra la paret, el guàrdia va disparar.
A les sis de la tarda, mig miler de persones es van concentrar davant l'ajuntament de Súria amb pancartes on deia "Guardia Civil Assassina" i "Alcalde dimiteix", i una senyera amb un crespó negre. Diversos representants polítics van llegir un comunicat en què es reclamava la dimissió de Castellà i es declarava l'endemà dia de dol a la població.
L'endemà va tenir lloc l'enterrament de Peralta a Manresa, en què van participar unes 5.000 persones, que van iniciar una manifestació pacífica i silenciosa fins al cementiri. Hi va haver moments d'una gran tensió quan la multitud va passar davant de la caserna de la Guàrdia Civil a la carretera de Cardona. Durant la jornada, les mines i els sectors del comerç i de la indústria van tancar portes per sumar-se a una vaga i aturada total de l'activitat productiva. Es va demanar la dimissió de l'alcalde i dels regidors del poble.
Tres dies després de l'assassinat, el ‘Tele/eXpres' recollia en portada un breu titulat “Dimiteix el consistori de Súria”. La notícia explicava que l'Ajuntament en bloc havia pres aquesta decisió en solidaritat amb  l'alcalde Mateu Castellà Suades, “que havia anunciat la seva dimissió personal com a conseqüència dels fets”. Molts veïns de Súria van firmar un manifest en suport a l'alcalde, que tornaria a ocupar el càrrec anys després.
Mai no hi va haver judici del cas, tot i que es va iniciar una causa ordinària en la jurisdicció militar. Malgrat tot, el guàrdia que va matar Roc Peralta va gaudir dels beneficis de l'amnistia aprovada per les primeres Corts després de la transició.
Mentrestant, la família de Peralta, la seva vídua Clara Benítez i els dos fills, van quedar en una situació econòmica molt precària, en perdre els ingressos que rebia la família. El governador civil de Barcelona, José M. Belloch li concedí una pensió mínima malgrat afirmar que “con la aplicación estricta de lo reglamentado no le correspondía ninguna”. Poc després, l'advocat i aleshores recentment escollit senador Josep Benet va rebre la germana del difunt, Socorro Peralta, i membres de l'Associació de Veïns de la Font dels Capellans, i es va negociar amb el Govern una indemnització per a la família, obtenint una indemnització de 850.000 pessetes.